# Bundesautobahn 11
Die Bundesautobahn 11 (Abkürzung: BAB 11) – Kurzform: Autobahn 11 (Abkürzung: A 11) – führt auf 110,1 Kilometern von der Grenzübergangsstelle Pomellen zu Polen aus durch Mecklenburg-Vorpommern und Brandenburg bis zum Autobahndreieck Barnim in Panketal nahe der Grenze zu Berlin. Sie ist Teilstück der Europastraße 28.

## Verlauf
Die Autobahn beginnt in Pomellen im Anschluss an die polnische Autostrada A6 und verläuft zunächst über 19 Kilometer nach Westsüdwest durch Mecklenburg-Vorpommern. In Höhe der Anschlussstelle Schmölln wird die Grenze zu Brandenburg überschritten. Ab hier führt die A 11 in südsüdwestlicher Richtung über 91 Kilometer in Brandenburg weiter. Am Autobahndreieck Kreuz Uckermark schließt die aus Richtung Lübeck, Rostock und Stralsund (mit Anschlüssen von den Inseln Rügen und Usedom) kommende A 20 an. Die Autobahn A 11 endet am Berliner Ring (A 10) kurz vor der nordöstlichen Stadtgrenze Berlins.
Die Kilometrierung beginnt am Autobahndreieck Barnim, der Grenzübergang nach Polen liegt an Kilometer 109,9. Die Anschlussstellen sind jedoch beginnend von der Grenze aufsteigend in Richtung Berlin nummeriert.

## Geschichte
Die Bauplanungen für das Stettiner Dreieck (heute Dreieck Barnim) und die ersten vier Fahrbahnkilometer einschließlich der Überführung der Reichsstraße 2 begannen im April 1935. Der Bau war einerseits ein Projekt zur Arbeitsbeschaffung, andererseits sollte in der damals wie heute strukturschwachen Region der wirtschaftliche Aufschwung propagiert werden.
Die Strecke vom Berliner Ring bis nach Joachimsthal wurde bereits am 4. April 1936 freigegeben, bis zum 27. September desselben Jahres war die Autobahn bis Stettin-Süd befahrbar. 1937 wurden die Oderbrücken fertiggestellt und die Strecke um Stettin freigegeben.
Der Grenzübergang Pomellen / Kołbaskowo zwischen der DDR und der Volksrepublik Polen wurde 1962 eröffnet. Die Anschlussstelle Wandlitz (Fertigstellung 1971) wurde zur besseren Erreichbarkeit der Waldsiedlung – eines Wohngebiets für die Mitglieder des SED-Politbüros der DDR – nachträglich angelegt. Ebenso ist die Anschlussstelle Chorin erst nach 1945 errichtet worden. Das erklärt auch den für Reichsautobahnen geringen Abstand zur Anschlussstelle Joachimsthal von ca. 1,5 Kilometern.
Der heute in das Dreieck Barnim integrierte Abzweig der A 11 vom Berliner Ring hieß in der DDR Abzweig Penkun bzw. Abzweig Prenzlau und wurde in den 1990er Jahren in „Dreieck Schwanebeck“ umbenannt. Das Autobahndreieck wurde 1952–1973 als Bernauer Schleife für Auto- und Motorradrennen genutzt. Die Steilkurve wurde in den 1990er Jahren abgerissen.
Bis zur Wiedervereinigung 1990 trug der West-Berliner Teil der Transitautobahn nach Hamburg die Bezeichnung A 11. Sie heißt jetzt A 111.

## Sanierung
Im Jahr 1991 wurde als erste größere Baumaßnahme nach 1936 die stark frequentierte Anschlussstelle Gramzow an der B 198 (damals als AS Prenzlau bezeichnet) komplett neu gebaut. Über sie verlief in der DDR-Zeit fast der gesamte Autoverkehr zwischen Berlin und der Ostsee, so dass sie entsprechend abgenutzt war. Während der Arbeiten war die Anschlussstelle über mehrere Monate gesperrt. Gleichzeitig erfolgte in diesem Bereich der grundhafte Ausbau der A 11 selbst (inklusive Anlegen von Standstreifen). Der Ausbau wurde erforderlich, da vorher keine Beschleunigungs- und Verzögerungsstreifen zur Verfügung standen.
Die A 11 wird seit 1996 auf dem Großteil ihrer Strecke durch einen modernen Fahrbahnbelag und die streckenweise Verbreiterung um neu geschaffene Standstreifen grunderneuert. Als Besonderheit hat die A 11 im Bereich des Biosphärenreservates Schorfheide-Chorin keinen Standstreifen, obwohl der Neuausbau nach 2000 stattfand. Bis 2007 wies die Autobahn auf einigen Teilstrecken einen desolaten Fahrbahnzustand auf. Beispielsweise wurde auf dem Abschnitt zwischen den Kilometern 95,0 und 101,0 der Verkehr seit 2003 auf nur einer Fahrbahn mit einem Streifen je Fahrtrichtung geführt. Die nicht genutzte Fahrbahn bestand noch aus brüchigen Betonplatten aus den 1930er Jahren. Erst im Dezember 2007 wurde die sanierte Strecke dem Verkehr übergeben.
Vom 5. Mai 2011 bis zum 11. November 2013 wurde das Dreieck Schwanebeck zum Dreieck Barnim umgebaut. Damit verbunden war der grundhafte Ausbau der A 11 auf den ersten etwa drei Kilometern.
Der Abschnitt zwischen dem Autobahndreieck Kreuz Uckermark und der Anschlussstelle Schmölln wurde vom 2. April 2019 bis zum 17. Dezember 2021 grundhaft ausgebaut. Dabei wurden auch Brückenanlagen erneuert, Regenentwässerungsanlagen installiert und der fehlende Standstreifen ergänzt. Zusätzlich entstanden beidseitig die neuen Rastanlagen Randowbruch-Nord und Randowbruch-Süd, die jedoch verspätet fertiggestellt wurden.

## Besonderheiten
Zwischen den Abfahrten Joachimsthal und Pfingstberg befindet sich eine Grünbrücke bzw. Wildbrücke. Die Brücke besteht aus Stahlbeton, über den eine Spezialfolie gelegt und anschließend mit Sand und Mutterboden abgedeckt wurde. Die Kosten für den im Mai 2005 fertiggestellten Bau beliefen sich auf etwa drei Millionen Euro. Seit der Inbetriebnahme wird der Weg mittels Kamera überwacht. Bis zum Oktober 2006 wurden 2300 Wildwechsel gezählt. Genutzt wird die Brücke von Damwild, Rehen, Wildschweinen, Hasen, Füchsen, Dachsen, Marderhunden und Mardern. Rotwild konnte noch nicht beobachtet werden. Im Jahr 2014 wurde die zweite Grünbrücke der A11 im Bereich des Melzower Forstes in Betrieb genommen. Durchschnittlich 14 Tiere am Tag passieren die Brücke.
Die A 11 besaß bis zum 2. April 2019 zwischen Betriebskilometer 86 bis 89 in Fahrtrichtung Stettin (Kreuz Uckermark–AS Schmölln) den letzten in Betrieb befindlichen Autobahnabschnitt, der die erste Fahrbahndecke aus Reichsautobahnzeiten von seiner Verkehrsfreigabe am 26. September 1936 an trug. Im Zuge der Sanierung wurde die rund 83 Jahre ununterbrochen genutzte Fahrbahndecke entfernt.
Laut dem Gesamtverband der Deutschen Versicherungswirtschaft war eine Notrufsäule zwischen Chorin und Werbellin in Fahrtrichtung Berlin mit 199 Notrufen im Jahre 2010 die meistgenutzte Notrufsäule auf den deutschen Autobahnen.
Die Autobahn besaß zur DDR-Zeit eine Vielzahl weiterer Anschlussstellen, die nach der Wende schrittweise stillgelegt wurden. Weil an der A 11 zahlreiche Staatsjagdgebiete und Erholungsgebiete der DDR-Führung lagen, wurden zusätzliche Anschlussstellen eingerichtet. Auch die Bunker des Komplexes 5000 der DDR-Führung liegen alle im Bereich der A 11. Nach der Wende wurden diese Anschlussstellen nicht mehr benötigt, da sie in dünn besiedelten Gebieten lagen und der Hauptgrund ihres Betriebes wegfiel. Sie wurden nach und nach abgerissen.

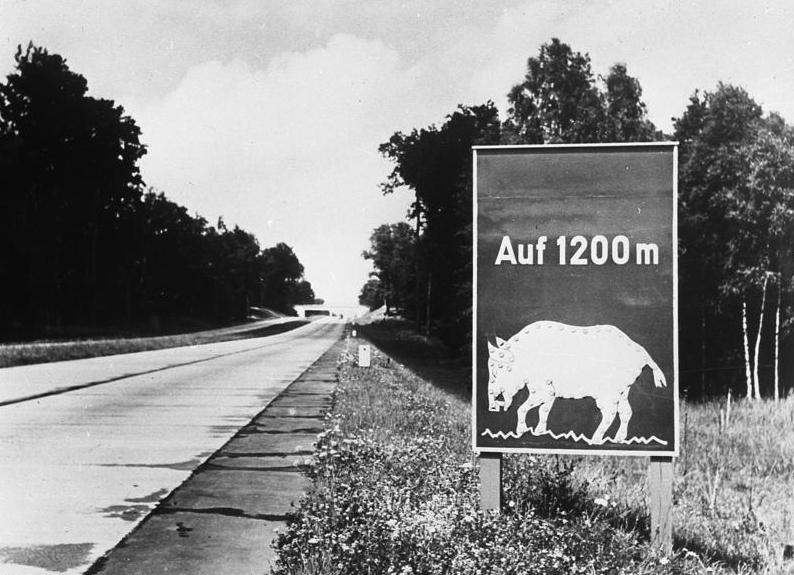
Warnschild an der Reichsautobahn Berlin-Stettin
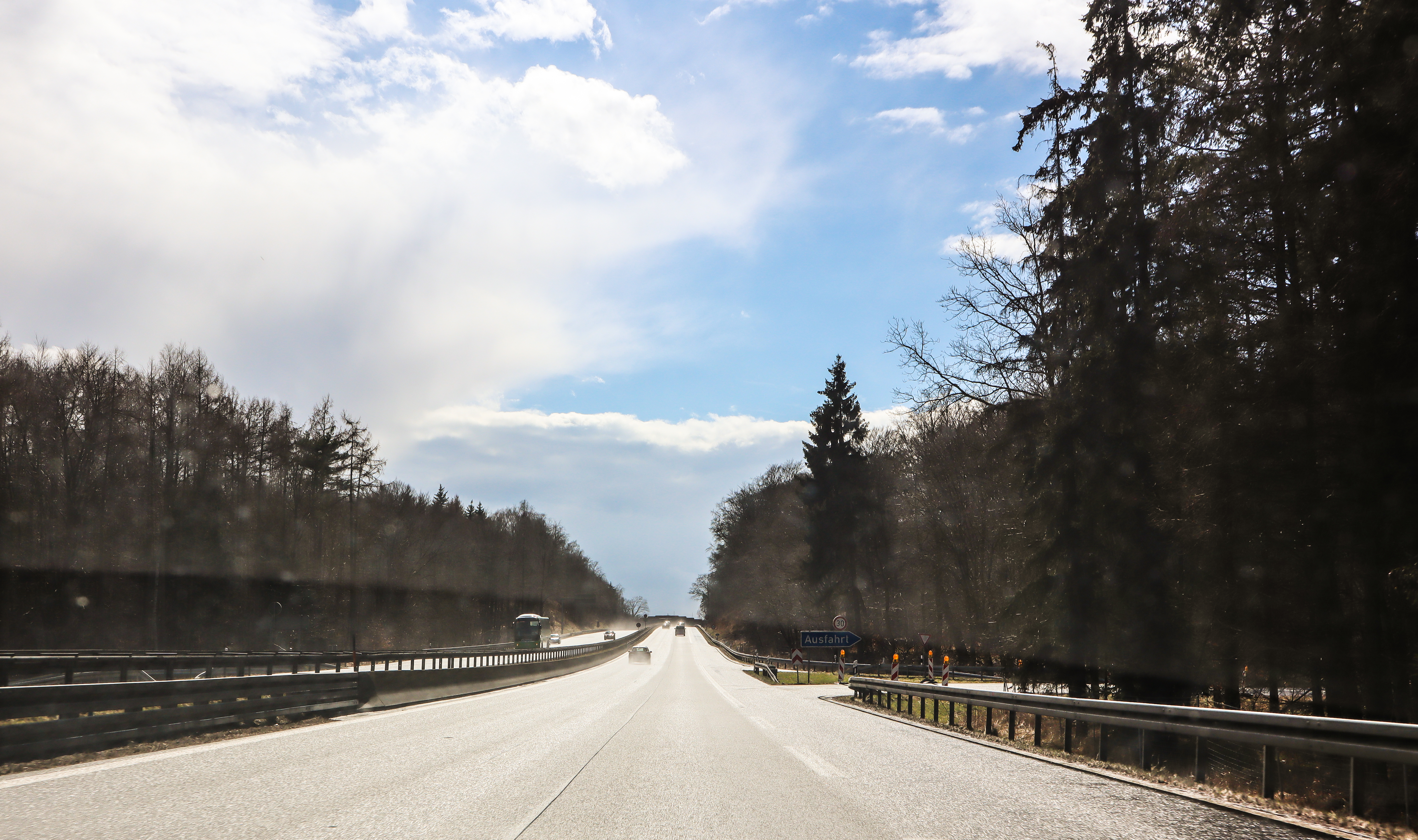
A 11 Höhe Althüttendorf
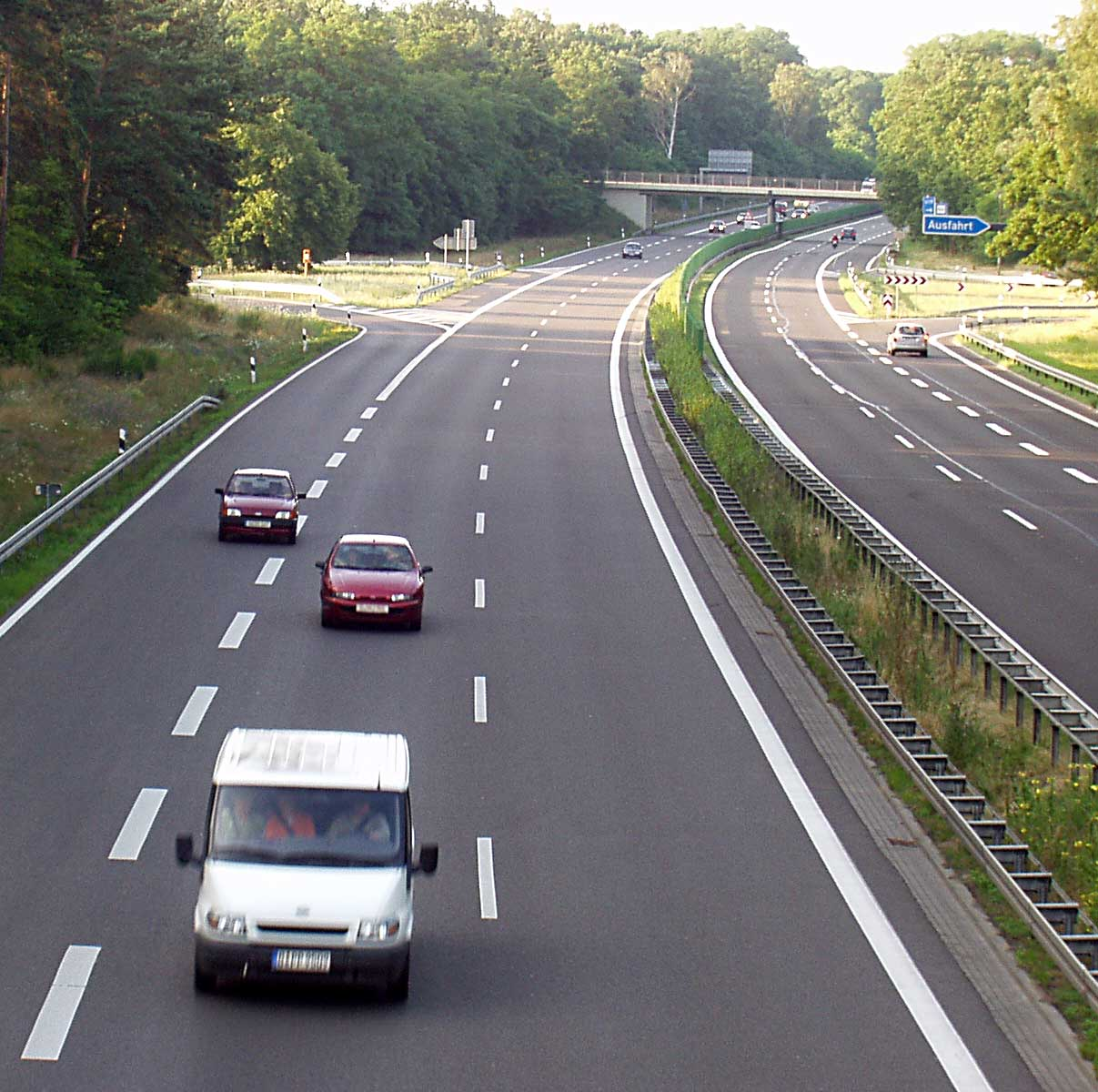
Ausfahrt Finowfurt (km 30,0)
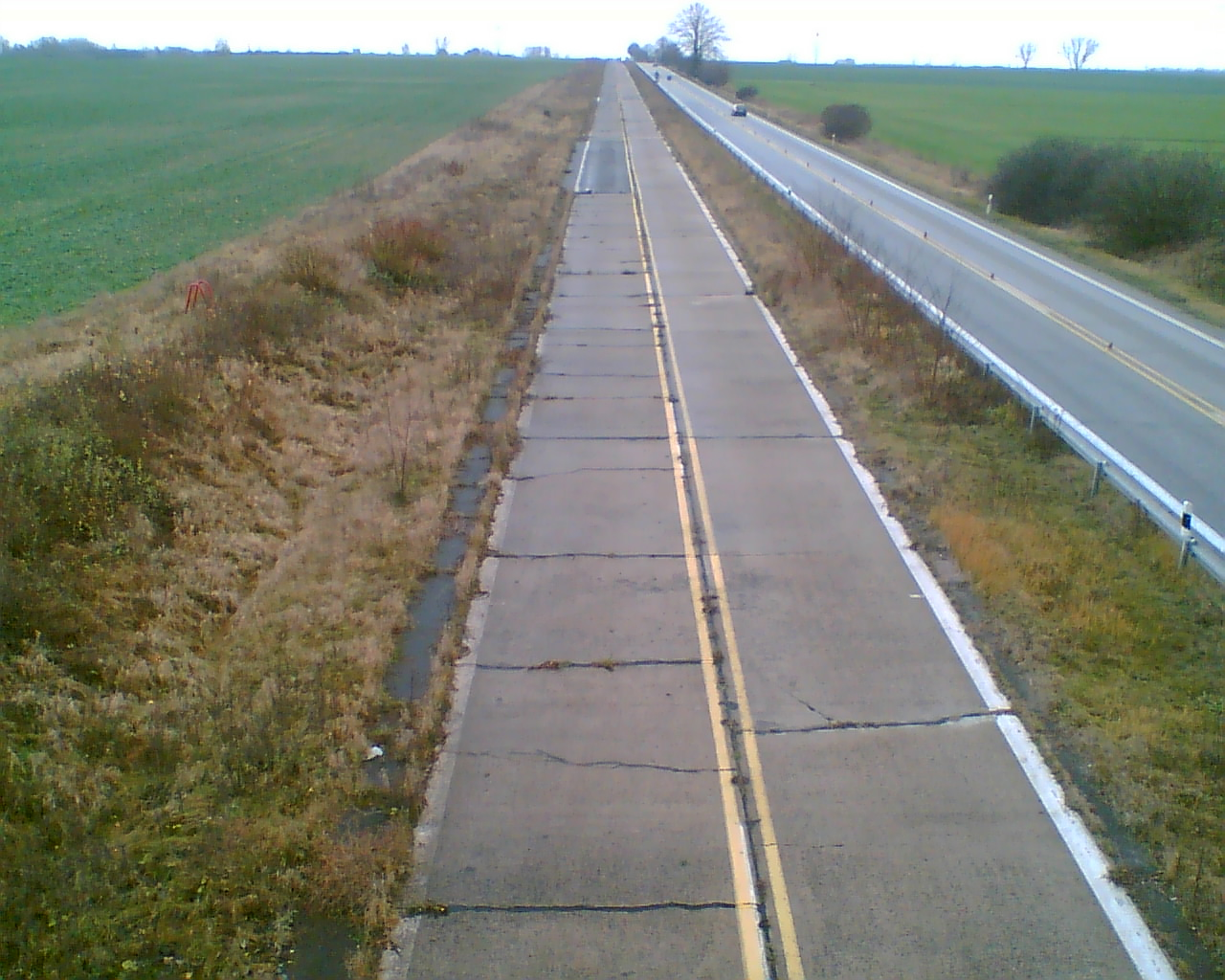
Fahrbahnzustand in Höhe Penkun (Dezember 2006)